# پرسی هاج
پرسی هاج (انگلیسی: Percy Hodge؛ ۲۶ دسامبر ۱۸۹۰ – ۲۷ دسامبر ۱۹۶۷) دونده اهل بریتانیا بود.
وی در مسابقات کشوری و بین‌المللی در مجموع برندهٔ ۱ مدال طلا شده‌است.